# 페라리 데이토나 SP3
페라리 데이토나 SP3(영어: Ferrari Daytona SP3)는 이탈리아의 스포츠카 메이커인 페라리에서 생산 중인 한정 생산 미드십 스포츠카로, 2021년 11월 20일에 공개되었다. 데이토나 SP3는 페라리 몬자 SP 시리즈에 이어 페라리가 생산하는 고성능차 '아이코나' 시리즈의 최신 모델이다. 2022년부터 599대를 생산하였으며 대수당 225만 달러에 판매될 예정이다. 데이토나 SP3의 엔진은 812 슈퍼패스트와 공유되는 자연 흡기 6.5리터 V12로 구동되며, 2002년식 페라리 엔초(영어: Ferrari Enzo)가 제작된 이후 하이브리드 전기 시스템이 없는 한정판 자동차용 자연 흡기 엔진으로 페라리가 최초로 도입되었다.

## 디자인
디자인은 1960년대 경주용 자동차를 참조하며, 데이토나 SP3는 페라리의 역사적인 스타일 요소와 현재 모델의 신호를 혼합하는 특징적인 공기역학적으로 최적화된 디자인을 가지고 있다. 낮은 세트의 랩어라운드 윈드스크린은 P3/4에 대한 링크이며 "이중 볏이 있는" 프론트 윙은 512 S, 712 Can-Am 및 312 P와 같은 스포츠 프로토타입을 나타낸다. 백미러는 상단에 장착되어 있다.
데이토나 SP3의 디자인은 1967년 데이토나 24시간 레이스에서 우승한 페라리 330 P4 엔듀런스 레이스카를 기반으로 하고 있다. 디자인은 330 P4를 현대화한 것으로, 차별화된 낮은 운전석 포지션, 높아진 전면부, 뒷바퀴 아치, 타르가 상단 디자인은 또한 330 P4의 후면 공기 통풍구에서 영감을 얻었다. 이는 전면 및 후면에 일련의 수평 핀으로 구성된 SP3 후면의 시그니처 외관이다. 전면 디자인은 부분적으로 숨겨진 헤드램프와 차량의 전면 가장자리 라인을 따라 배치된 라이트 스트립으로 구성되어 있다. 헤드라이트에는 라이트의 상단 절반을 덮는 부분 커버 플레이트가 포함되어 있으며 조명이 켜지면 덮개판이 수축된다.

## 사양

### 엔진 및 변속기
엔진은 최대 9500rpm까지 회전하는 자연 흡기 6.5L 페라리 F140 HC V12이다. 9250rpm에서 840 PS (620 kW; 830 hp), 7250rpm에서 697 N·m (514 lb·ft)의 토크를 생성한다. 데이토나 SP3는 2002년식 페라리 엔초 이후 전기 하이브리드 지원 시스템이 없는 미드 마운트 12기통 엔진을 탑재한 최초의 도로 주행용 모델이다. 이 엔진은 812 Competition의 7단 자동변속기의 더 빠른 변속 버전과 짝을 이루고 있다. 자동차가 효율적으로 전원을 끌 수 있도록 페라리는 변속기에 e-diff 및 페라리 다이내믹 인핸서(영어: Ferrari Dynamic Enhancer)가 포함된 슬립 사이드 컨트롤(영어: Side Slip Control) 6.1을 비롯한 많은 전자 장치를 장착했다. 기어 변속은 기어 간을 변경하는 데 200밀리초 미만이 필요하다.
이는 또한 페라리가 기존 V12에서 출발하여 이미 생산 중인 SF90 스트라달레와 유사한 하이브리드 전기 시스템을 갖춘 터보차저 V8과 같은 더 낮은 실린더 변형으로 페라리 로드카용 V12 엔진의 마지막 사용을 표시한다.

### 섀시
SP3 차체는 쉘, 섀시 및 특정 차체 요소에 탄소 섬유가 사용된 라페라리의 섀시를 사용하고 있다. 이 차량의 건조 중량은 1,485kg으로 톤당 566hp의 출력 대 중량 비율을 제공하며 미드십 엔진 레이아웃은 차축 사이에 최적화된 중량 분배를 허용한다. 차체는 분리하여 보관할 수 있는 제거 가능한 "Aperta" 스타일 지붕을 사용하고 있다. 섀시는 또한 라페라리 및 엔초와 유사하게 위쪽으로 열리는 버터플라이 도어로 구성되어 있다. 페라리는 전면 44% 후면 56%의 무게 배분을 가지고 있다고 주장하였다.

### 성능
SP3는 0-100 km/h (62 mph) 시간에서 2.85초, 200 km/h (124 mph)에서 7.4초에 가속할 수 있으며 최고 속도는 340 km/h (211 mph) 이상이다. 페라리의 Fiorano 테스트 트랙 주변의 타이밍은 테스트되지 않은 상태로 남아 있으며 SF90은 현재 가장 빠른 자동차이다.

### 타이어 및 브레이크
SP3는 전면에 265/30 ZR 20 J9.0, 후면에 345/30 ZR 21 J12.5가 장착된 맞춤형 페라리 휠에 Pirelli P Zero Corsa 타이어를 사용하고 있다. 브레이크는 전면: 398 x 223 x 36mm 및 후면: 380 x 253 x 34mm를 측정하는 브렘보에서 제공된다.

### 전자식
SP3는 다음과 같은 여러 전자 시스템을 사용하고 있다.
ESC: 고성능 ABS e/EBD; F1-트랙; 전자 차이 3.0; SCM-Frs; SSC(사이드 슬립 제어) 6.1.

### 내부
- 대시보드 - SP3는 상단에 알칸타라 마감 처리된 탄소 섬유 대시 보드와 데이터 및 원격 측정을 위한 LED 디스플레이 시스템이 있는 완전히 새로운 미니멀리즘 인체 공학적 인테리어로 구성되어 있다. 터치 컨트롤을 통해 운전자는 손을 움직이지 않고도 데이토나 SP3 기능의 80%를 제어할 수 있으며 16인치 커브드 HD 화면은 모든 운전 관련 정보를 즉시 전달한다. 스티어링 칼럼은 또한 키가 큰 운전자를 위한 추가 레그룸을 수용할 수 있도록 수직으로 조절이 가능하다. 센터 콘솔 디자인은 클래식 페라리의 게이트 수동 변속기 디자인에서 영감을 받았으며 성능 제어 스위치 클러스터로 구성되어 있다.
- 스티어링 휠 - 탄소 섬유 평평한 바닥 스티어링 휠은 다양한 성능과 기능 제어 터치 버튼이 있는 페라리 로마의 고급 버전이다. 다양한 주행 모드를 선택할 수 있도록 전통적인 마네티노 다이얼을 유지한다. 또한 최적의 기어 변속을 표시하기 위해 휠 상단의 기어 변속 표시등으로 구성되어 있다.
- 좌석 시트 - 좌석은 새롭고 인체공학적인 랩어라운드 디자인이다. 시트는 편안하면서도 안전한 착석을 위해 운전자와 동승자에게 꼭 맞는 핏을 제공한다. 시트 디자인은 메인 시트 버킷과 헤드레스트가 별도의 유닛인 2피스 설정으로 구성되어 있다. 엔조, 라페라리와 마찬가지로 시트 조절이 불가능하기 때문에 페달 박스는 앞이나 뒤로 움직여 운전자의 다리 공간에 맞춰 조절할 수 있다.

### 공기역학
SP3는 패시브 공기역학을 사용하여 다운포스를 생성한다. 페라리의 최고 기술 책임자인 마이클 라이터스(영어: Michael Leiters)는 데이토나 SP3가 어떤 능동 공기역학 장치 없이도 시속 125마일에서 약 500파운드의 다운포스를 생성한다고 말하였다. 라디에이터 냉각 덕트 설계가 수정되어 이제 맥라렌 P1과 유사한 도어 트림 내부에 위치하며, 이전 페라리 모델에서 볼 수 있듯이 도어 뒤에 외부 냉각 덕트가 필요하지 않다.

## 마케팅
데이토나 SP3는 2021년 11월 22일 Mugello Circuit에서 Corsa Clienti 자동차도 포함된 Finali Mondiali Ferrari 이벤트에서 대중과 언론에 완전히 공개되었다. 여기서 SP3는 2개의 330 P4(섀시 0856 및 섀시)가 있는 트랙의 랩에서 촬영되었다. 0858)와 412 P(섀시 0844)가 1967년 데이토나 24시간 레이스에서 페라리 1,2,3의 승리를 기념하기 위한 사진 마감 주문이다.
페라리의 마케팅 및 영업 책임자인 엔리코 갈리에라는 SP3의 모든 599대의 예가 제조가 시작되기도 전에 판매되는 한정판 페라리의 전통에 따라 이미 이전 페라리 소유자에게 초대되어 각각 약 225만 달러에 판매되었음을 확인하였다. 몬자 SP1 및 SP2 소유자 499명 모두 SP3도 구매하였다. 나머지 100대는 이전 한정판 페라리를 소유한 개인 수집가에게 판매되었다.